# Zimowy Puchar Europy w Rzutach 2008
8. Zimowy Puchar Europy w Rzutach – zawody lekkoatletyczne zorganizowane w weekend 15 i 16 marca 2008 roku w chorwackim Splicie.

## Rezultaty

### Mężczyźni

#### Seniorzy
| Konkurencja:           | 1. miejsce            | Wynik    | 2. miejsce         | Wynik    | 3. miejsce      | Wynik    |
| Pchnięcie kulą Grupa A | Rutger Smith          | 20,77 SB | Marco Fortes       | 20,13 NR | Hamza Alić      | 20,13 PB |
| Pchnięcie kulą Grupa B | Borja Vivas           | 18,79    | German Millan      | 18,22    | Asmir Kolašinac | 18,09    |
| Rzut dyskiem Grupa A   | Gerd Kanter           | 65,25 SB | Robert Harting     | 64,34 SB | Rutger Smith    | 63,80 SB |
| Rzut dyskiem Grupa B   | Stefanos Konstas      | 59,98 SB | Spiridon Arabatzis | 58,65 SB | Rusłan Chłybau  | 58,08 SB |
| Rzut młotem Grupa A    | Marco Lingua          | 77,87 PB | Krisztián Pars     | 77,06 SB | Dzmitryj Szako  | 76,86 SB |
| Rzut młotem Grupa B    | Bergur Ingi Petursson | 73,00 NR | Ioannis Barlis     | 69,86 SB | Cosmin Sorescu  | 69,78    |
| Rzut oszczepem Grupa A | Ilja Korotkow         | 81,52 SB | Stephan Steding    | 79,55 SB | Mihkel Kukk     | 78,41 SB |
| Rzut oszczepem Grupa B | Goran Vuković         | 75,25    | Kārlis Alainis     | 73,19    | Levente Barta   | 71,28    |

#### Młodzieżowcy U23
| Konkurencja:   | 1. miejsce      | Wynik          | 2. miejsce     | Wynik    | 3. miejsce       | Wynik    |
| Pchnięcie kulą | Lajos Kürthy    | 19,30 SB       | Nikola Kišanić | 18,91 PB | Wiktor Samoluk   | 17,76    |
| Rzut dyskiem   | Nikołaj Siediuk | 63,20 U23 – CR | Iwan Hryszyn   | 60,00    | Siarhiej Rohanau | 58,38 SB |
| Rzut młotem    | Jury Szajunou   | 73,32 U23 – CR | Kristof Nemeth | 71,37 SB | Petri Mattola    | 69,78 SB |
| Rzut oszczepem | Roman Awramenko | 78,72 U23 – CR | Ari Mannio     | 78,01 SB | Thomas Smet      | 77,68 PB |

### Kobiety

#### Seniorki
| Konkurencja:           | 1. miejsce            | Wynik    | 2. miejsce           | Wynik    | 3. miejsce             | Wynik    |
| Pchnięcie kulą         | Assunta Legnante      | 18,98 SB | Anna Omarowa         | 18,38    | Chiara Rosa            | 18,05    |
| Rzut dyskiem Grupa A   | Nicoleta Grasu        | 60,25    | Mélina Robert-Michon | 59,93    | Dragana Tomašević      | 59,84 SB |
| Rzut dyskiem Grupa B   | Laura Bordignon       | 56,60    | Agnieszka Jarmużek   | 53,72 SB | Ałła Dienisienko       | 51,60    |
| Rzut młotem Grupa A    | Anita Włodarczyk      | 71,84 PB | Betty Heidler        | 71,10 SB | Kathrin Klaas          | 69,04 SB |
| Rzut młotem Grupa B    | Stiliani Papadopoulou | 67,27 SB | Silvia Salis         | 67,17    | Anna Bułgakowa         | 66,55    |
| Rzut oszczepem Grupa A | Goldie Sayers         | 63,65 SB | Zahra Bani           | 59,42    | Felicia Țilea-Moldovan | 59,33    |
| Rzut oszczepem Grupa B | Martina Ratej         | 63,16 NR | Katharina Molitor    | 58,26 SB | Elisabeth Pauer        | 53,14    |

#### Młodzieżowcy U23
| Konkurencja:   | 1. miejsce        | Wynik          | 2. miejsce        | Wynik    | 3. miejsce           | Wynik    |
| Pchnięcie kulą | Irina Tarasowa    | 16,73 SB       | Alena Kapiec      | 16,69 PB | Catherina Timmermans | 16,35 PB |
| Rzut dyskiem   | Eden Francis      | 55,90 PB       | Ionela Vartolomei | 52,53 PB | Tatiana Kopytowa     | 52,14 SB |
| Rzut młotem    | Marija Biespałowa | 66,13 PB       | Marina Marghieva  | 65,47    | Lena Solvin          | 63,88    |
| Rzut oszczepem | Marija Abakumowa  | 62,07 U23 – CR | Maria Negoiță     | 54,62    | Ivana Vuković        | 53,41 SB |